# Rui Tokisaki
Rui Tokisaki (japanisch 時崎 塁 Tokisaki Rui; * 30. Oktober 1982 in Fukushima) ist ein ehemaliger japanischer Fußballspieler.

## Karriere
Tokisaki erlernte das Fußballspielen in der Schulmannschaft der Fukushima Higashi High School und der Universitätsmannschaft der Meiji-Universität. Seinen ersten Vertrag unterschrieb er 2007 bei Fukushima United FC. Am Ende der Saison 2012 stieg der Verein in die Japan Football League auf. Am Ende der Saison 2013 stieg der Verein in die J3 League auf. Für den Verein absolvierte er 101 Ligaspiele. Ende 2014 beendete er seine Karriere als Fußballspieler.